# Буланова-Трубникова, Ольга Константиновна
О́льга Константи́новна Була́нова-Тру́бникова (урожд. Трубникова) (5 июля 1858, Санкт-Петербург — 1942) — русская революционерка, народница.

## Биография
Родилась в дворянской семье. Внучка декабриста Василия Ивашева, дочь Марии Трубниковой, деятельницы женского движения 1860-х — 70-х годов, и петербургского издателя-журналиста Константина Трубникова.
Окончив первую частную женскую гимназию М. П. Спешневой в Петербурге, Трубникова отучилась на Женских врачебных курсах при Николаевском военном госпитале и Бестужевских курсах. При подготовке к поступлению на Женские врачебные курсы Трубникова познакомилась с Е. Д. Дубенской, привлекавшейся по делу 193. Через Дубенскую произошло знакомство Трубниковой с чайковцами. Она вошла в кружок, из которого впоследствии вырос политический Красный Крест. Активисты собирали деньги, устанавливали связи с ссыльными и заводили нелегальные отношения с тюрьмами. Квартира Трубниковой стала местом для частых встреч революционеров.
В 1877 году Трубникова присоединилась к кружку помощи ссыльным и заключённым (Александра Корнилова-Сердюкова, М. К. Решко). Она близко сошлась с землевольцами (Софьей Перовской, сёстрами Верой и Лидией Фигнер, А. Михайловым и др.), оказывала революционерам помощь деньгами и квартирой и выполняла конспиративные поручения.
В 1879 году, после Липецкого съезда и разделения партий, примкнула к партии «Чёрного Передела». В этот период Трубникова выходит замуж за революционера-народника Анатолия Буланова. Собрания петербургской группы организации происходят на её квартире.
В январе 1880 года после провала типографии «Чёрного Передела» Буланова-Трубникова вошла в молодую группу «Чёрного Передела» (вместе с М. и К. Решко, А. П. Булановым и др.). Вела сношения с заграничной группой. В 1880 — 1881 годах не раз подвергалась обыскам и находилась под домашним арестам. Осенью 1881 года она примкнула к «Народной Воле».
2 февраля 1882 года Буланова-Трубникова была арестована. В мае её передали на поруки отцу под денежный залог в 3 000 рублей. По высочайшему повелению от 2 февраля 1883 года она была подчинена гласному надзору на два года в избранном месте жительства. Последовала за мужем в Восточную Сибирь.
29 июня 1887 года выехала в европейскую Россию. Была председательницей Общества просвещения им. Некрасова, организованного группой социалистов-революционеров и старых народовольцев.
В 1907 году Буланова-Трубникова участвовала в издании группой старых народовольцев газеты «Голос народной правды», закрытой на втором номере. После февральской революции 1917 г. она работала в «Комитете помощи амнистированным политическим».
После Октябрьской революции Буланова-Трубникова была членом Общества политкаторжан, работала в Обществе помощи сиротам и голодающим, однако потом полностью отошла от общественной деятельности и жила литературным трудом.

## Воспоминания и другие литературные труды
- Буланова О. К. Автобиография // Деятели СССР и революционного движения России: энциклопедический словарь Гранат. Москва: Советская энциклопедия, 1989.
- Буланова О. К. Декабрист Ивашев и его семья: из семейной хроники // Былое. 1922. № 19. С. 30-60.
- Буланова О. К. Роман декабриста: декабрист В. П. Ивашев и его семья (из семейного архива) / 3-е изд., испр. и доп. М.: Изд-во ВОПиС, 1933. 408 с.
- Буланова-Трубникова О. К. Три поколения. М.; Л.: Госиздат, 1928. 215 с.
- Буланова О. К. «Чёрный передел» (воспоминания) // Группа «Освобождение труда» / под ред. Л. Г. Дейча. Сб. 1. М., 1923. С. 112—122.
- Буланова-Трубникова О. К. Странички воспоминаний // Былое. 1924. № 24. С. 46-95.
- Буланова-Трубникова О. К. А. П. Буланов // Каторга и ссылка. 1924. № 5 (12). С. 291—296.
- Буланова О. К. Дочь декабриста (из семейной хроники) // Былое. 1925. № 5 (33). С. 163—187; № 6 (34). С. 20-37.
- Буланова-Трубникова О. К. Леонид Петрович Буланов // Каторга и ссылка. 1929. № 5(54). С. 158—169; № 6 (55). С. 152—167.
- Дубенская Е., Буланова О. Татьяна Ивановна Лебедева: член Исполнительного комитета партии «Народная Воля». М.: ВОПиС, 1930. 27 с. (К пятидесятилетию «Народной Воли») (в ЭБ ГПИБ)
- Буланова-Трубникова О. Варвар // Суд идет! 1928. № 22. Стб.1231-1238.
- Буланова-Трубникова О. Тайна Трубецкого бастиона: трагическая история заключенного // Суд идет! 1929. № 4. Стб. 219—224.
- Буланова-Трубникова О. Чёрный передел: воспоминания участницы // Суд идет! 1929. № 12. Стб. 675—680; № 13. Стб. 739—742.